# Ludvig Fjällström
Nils Ludvig Fjällström (Åre, 15 april 1993) is een Zweedse freestyleskiër. Hij vertegenwoordigde zijn vaderland op de Olympische Winterspelen 2014 in Sotsji en op de Olympische Winterspelen 2018 in Pyeongchang.

## Carrière
Bij zijn wereldbekerdebuut, in maart 2010 in Åre, scoorde Fjällström direct wereldbekerpunten. In december 2012 behaalde de Zweed in Ruka zijn eerste toptienklassering in een wereldbekerwedstrijd. Op de wereldkampioenschappen freestyleskiën 2013 in Voss eindigde hij als twaalfde op het onderdeel dual moguls en als zestiende op het onderdeel moguls. Tijdens de Olympische Winterspelen van 2014 in Sotsji eindigde Fjällström als negentiende op het onderdeel moguls.
In Kreischberg nam de Zweed deel aan de wereldkampioenschappen freestyleskiën 2015. Op dit toernooi eindigde hij als twintigste op het onderdeel dual moguls en als 21e op het onderdeel moguls. In februari 2016 stond hij in Deer Valley voor de eerste maal in zijn carrière op het podium van een wereldbekerwedstrijd. Tijdens de Olympische Winterspelen van 2018 in Pyeongchang eindigde Fjällström als 26e op het onderdeel moguls.
Op de wereldkampioenschappen freestyleskiën 2019 in Park City eindigde de Zweed als achttiende op het onderdeel moguls en als 25e op het onderdeel dual moguls. Op 13 december 2020 boekte hij in Idre Fjäll zijn eerste wereldbekerzege.

## Resultaten

### Olympische Winterspelen
| Jaar | Plaats      | Resultaten |
| ---- | ----------- | ---------- |
| 2014 | Sotsji      | 19e Moguls |
| 2018 | Pyeongchang | 26e Moguls |

### Wereldkampioenschappen
| Jaar | Plaats      | Resultaten                 |
| ---- | ----------- | -------------------------- |
| 2013 | Voss        | 12e Dual Moguls 16e Moguls |
| 2015 | Kreischberg | 20e Dual Moguls 21e Moguls |
| 2019 | Park City   | 25e Dual Moguls 18e Moguls |

### Wereldbeker
Eindklasseringen
| Seizoen   | Algm | MO  |
| --------- | ---- | --- |
| 2009/2010 | 144e | 52e |
| 2010/2011 | 152e | 42e |
| 2011/2012 | 167e | 39e |
| 2012/2013 | 106e | 20e |
| 2013/2014 | 166e | 31e |
| 2014/2015 | 142e | 31e |
| 2015/2016 | 53e  | 11e |
| 2016/2017 | 150e | 28e |
| 2017/2018 | 70e  | 11e |
| 2018/2019 | 67e  | 12e |
| 2019/2020 | 81e  | 16e |

Wereldbekerzege
| Datum            | Plaats     | Onderdeel   |
| ---------------- | ---------- | ----------- |
| 13 december 2020 | Idre Fjäll | Dual Moguls |